# Uccle
Uccle [ykl] (franska) eller Ukkel (fil) [ˈʏkəl] (nederländska) är en av de 19 kommunerna i huvudstadsregionen Bryssel i Belgien. Kommunen ligger i regionens södra del och har cirka 83 980 invånare (2020).
I Uccle finns en av fyra Europaskolor i Brysselregionen.